# Carpinteiro do Universo
Carpinteiro do Universo é um compacto dos cantores e compositores brasileiros Raul Seixas e Marcelo Nova, lançado em junho de 1989 pela gravadora WEA, tendo sua gravação sido realizada em maio de 1989 no Estúdio Vice Versa, em São Paulo, e sua distribuição sido feita pela BMG Ariola. É o primeiro single do álbum A Panela do Diabo, gravado também pelos dois cantores e lançado em 19 de agosto de 1989 pela mesma gravadora.
A canção alcançou boa execução nas rádios do país, tendo os dois artistas a executado em dois dos mais famosos programas televisivos da época, o Jô Soares Onze e Meia e o Domingão do Faustão. Além disso, recebeu, também, uma aclamação unânime por parte da crítica especializada. Com o passar dos anos, tornou-se - juntamente com "Pastor João e a Igreja Invisível" - um dos últimos sucessos de Seixas, que viria a falecer no dia 21 de agosto daquele ano.

## Gravação e produção
Assim como as canções que viriam a fazer parte do LP, esse single começou a tomar forma ainda durante a turnê Anestesia, que durou de novembro de 1988 até maio de 1989, e ficou conhecida como a turnê de retorno aos palcos de Raul Seixas, após quase três anos sem fazer apresentações ao vivo. Com o fim do contrato de Raul com a gravadora Copacabana, os dois cantores baianos receberam um convite de André Midani - o chefe da WEA - para gravarem um disco juntos. Então, os dois músicos "trancaram-se em casa" e produziram a maioria das canções do futuro disco. Isso possibilitou que as gravações transcorressem de modo relativamente rápido, no mês de maio de 1989, no Estúdio Vice Versa, em São Paulo, e, também, a mixagem no Estúdio nas Nuvens, de Liminha, no Rio de Janeiro.

## Lançamento, resenha e recepção
O single foi lançado no início do mês de junho de 1989 e, já no dia 2, teve início a turnê de divulgação do vindouro álbum - que seria lançado em 19 de agosto de 1989 - com uma série de shows no Olympia, em São Paulo, entrevista no Jô Soares Onze e Meia, e apresentação no Domingão do Faustão. A música teve boa execução nas rádios e acabou por tornar-se em um dos últimos sucessos de Raul Seixas. A crítica especializada a descreveu como uma balada "country-caipira" - mistura de música country com música sertaneja de raiz - que tem como temática a impossibilidade de "arrumar o mundo" e de "tudo consertar" e que foi considerada, por Luís Antônio Giron, como "uma das melhores canções já realizadas no rock nacional", com sua melodia lenta e fácil e sua letra lírica. Mais tarde no mesmo ano, após a morte de Raul, seria lançado o compacto de "Pastor João e a Igreja Invisível".

## Faixas
Todas as faixas escritas e compostas por Raul Seixas e Marcelo Nova. 
| Lado A |                                          |         |  |
| N.º    | Título                                   | Duração |  |
| 1.     | "Carpinteiro do Universo" (33 e 1/3 RPM) | 4:30    |  |

| Lado B |                                    |         |  |
| N.º    | Título                             | Duração |  |
| 1.     | "Carpinteiro do Universo" (45 RPM) | 4:30    |  |

## Créditos

### Banda Envergadura Moral
- Guitarra elétrica: Gustavo Mullem
- Teclados: Johnny Chaves
- Baixo: Carlos Alberto Calazans
- Bateria: Franklin Paolillo

### Músicos participantes
- Guitarra pedal steel: Rick Ferreira

### Ficha técnica
- Direção artística: Liminha
- Produção: "Putos Brothers" (Pena Schmidt, Carlos Alberto Calazans, Marcelo Nova e Raul Seixas)
- Gravação: Edu Santos, no Estúdio Vice Versa, em São Paulo
- Masterização: Cacá Lima
- Assistentes de estúdio (SP): Guilherme e Oséas
- Mixagem: Dom Vitório "O Governador" Farias, no Estúdio nas Nuvens, no Rio de Janeiro
- Assistentes de estúdio (RJ): Joca e Mauro
- Corte de acetato: Paulo Torres, da BMG Ariola
- Coordenação Gráfica: Silvia Panella e Henrique Lisboa
- Fotos da capa: Dmimitri Lee
- Produção das fotos: Lays Negrini